# Ugidak
Ugidak (in lingua aleutina Qagan-tanax) è una piccola isola disabitata delle Delarof orientali nell'arcipelago delle Aleutine e appartiene all'Alaska (USA). Registrata dal capitano Teben'kov della Marina imperiale russa nel 1852 come Kamen' Ugidakh (Камень in russo significa "pietra").
L'isola è lunga solo 150 metri e si trova 5,5 km ad est dell'isola di Skagul.